# Leonyid Ivanovics Paszecsnyik
Leonyid Ivanovics Paszicsnik (ukránul: Леонід Іванович Пасічник; oroszul: Леонид Иванович Па́сечник, Leonyid Ivanovics Paszecsnyik) (Luhanszk, 1970. március 15. –) ukrajnai szeparatista katonatiszt, orosz kollaboráns, 2018. november 21-e óta a Luganszki Népköztársaság nevű orosz bábállam vezetője. Korábban állambiztonsági miniszter volt. Ukrajna szuverenitásának megsértése miatt az EU-ban, Nagy-Britanniában, az Egyesült Államokban, Kanadában, Svájcban, Ausztráliában, Japánban, Ukrajnában és Új-Zélandon szankciós listán szerepel.

## Élete
A Híradó és Műszaki Csapatok Donecki Katonai-Politikai Főiskolán végzett. 1993-tól 2013-ig az Ukrán Biztonsági Szolgálat (SZBU) Luhanszki Területi Igazgatóságának a csempészet elleni tevékenységgel foglalkozó „K”  főosztályán dolgozott. 
2014-ben az oroszbarát fegyveresek oldalára állt, és a 2014. október 9-én önhatalmúan kikiáltott Luganszki Népköztársaság állambiztonsági minisztere lett. 